# Fatima Marouan
Fatima Marouan (en arabe : فاطمة مروان), née en 1952 à Benslimane (Maroc), est une femme politique marocaine, membre du Rassemblement national des indépendants (RNI).

## Biographie

### Études et carrière professionnelle
Elle suit des études en France et devient endocrinologue. Elle est l'auteur de plusieurs études scientifiques dans le domaine de la santé. Elle a été présidente de la Société marocaine d’endocrinologie, diabétologie et nutrition (SMEDIAN).

### Carrière politique
Elle est membre du conseil national du RNI.
Le 10 octobre 2013, elle est nommée ministre de l'Artisanat et de l'Économie sociale et solidaire dans le gouvernement Benkiran II.